# Les Volets clos (film, 1951)
Pour les articles homonymes, voir Les Volets clos.
Pour plus de détails, voir Fiche technique et Distribution.
Les Volets clos (titre original : Persiane chiuse) est un mélodrame italien à caractère social réalisé par Luigi Comencini, sorti en Italie en 1951 et l'année suivante en France.

## Synopsis
Une jeune femme découvre que sa sœur est devenue prostituée. Elle enquête pour retrouver sa trace et l'arracher des griffes du milieu.

## Fiche technique
- Titre original : Persiane chiuse
- Titre français : Les Volets clos (en Belgique : Volets clos)
- Réalisation : Luigi Comencini
- Scénario : Massimo Mida, Gianni Puccini, Franco Solinas et Sergio Sollima, d'après un sujet de Leo Benvenuti
- Photographie : Arturo Gallea
- Montage : Rolando Benedetti
- Musique : Carlo Rustichelli
- Décors : Luigi Ricci
- Production : Luigi Rovere
- Directeur de production : Enzo Provenzale
- Sociétés de production : Rovere Film, Lux Film
- Pays de production :  Italie
- Format : Noir et blanc — 35 mm — 1,37:1 — Son : Mono
- Genre : Film dramatique, Mélodrame
- Durée : 95 minutes (1 h 35)
- Année de réalisation : 1951
- Dates de sortie :
  - Italie : 8 mars 1951
  - États-Unis : 9 juin 1952 (New York)
  - France : 30 juin 1952

## Distribution
- Massimo Girotti : Roberto
- Eleonora Rossi Drago : Sandra
- Giulietta Masina : Pippo
- Renato Baldini : Primavera
- Liliana Longo Gerace : Lucia
- Adriana Sivieri

## Autour du film
- Alors qu'il préparait une œuvre sur l'enfance - son sujet de prédilection - Luigi Comencini est pressenti pour reprendre un film interrompu, à la suite d'un désaccord entre le producteur et le metteur en scène Gianni Puccini. Comencini repart donc à zéro, et Les Volets clos baigneront, dès lors, dans une atmosphère plutôt amère, marquée par l'influence du film noir américain. Les lieux et les personnages, issus des bas-fonds d'une grande cité italienne - le tournage sera effectué à Gênes et à Turin -, y sont scrutés avec minutie, et la photographie de l'opérateur Arturo Gallea est magnifique. De plus, la prestation des comédiens - Eleonora Rossi Drago en tête - renforce la crédibilité d'un film qui aurait pu n'être qu'un mélodrame supplémentaire.
- « Comencini s'appuie sur une protagoniste exceptionnelle, une actrice au visage mobile et sensible : Eleonora Rossi Drago, que l'on retrouvera dans La Traite des Blanches. »[1].